# 四川弓鱼
四川弓鱼（学名：Racoma kozlovi）为鲤科弓鱼属的鱼类，俗名四川裂腹鱼，是中国的特有物种。分布于金沙江和雅砻江水系等。

## 扩展阅读
維基物種上的相關：四川弓鱼